# Floris Luigi Ammannati
Floris Luigi Ammannati (Carrara, 9 aprile 1916 – 29 dicembre 1981) è stato un giornalista e critico cinematografico italiano.

## Biografia
Partigiano cattolico, giornalista e critico cinematografico, fu direttore della Mostra internazionale d'arte cinematografica di Venezia dal 1956 al 1959.
Dal 1959 al 1973 fu Sovrintendente del Teatro La Fenice di Venezia.